# Rincón Caleta Foca
Rincón Caleta Foca (52°03′S 58°41′O / -52.050, -58.683) es el nombre que recibe un sector del sudeste de la isla Soledad del archipiélago de las Malvinas, que según la Organización de las Naciones Unidas (ONU), está en litigio de soberanía entre el Reino Unido, quien la administra como parte del territorio británico de ultramar de las Malvinas, y la Argentina, quien reclama su devolución, y la integra en el departamento Islas del Atlántico Sur de la provincia de Tierra del Fuego, Antártida e Islas del Atlántico Sur.
Este rincón comprende una importante península ubicada al sur de la caleta Foca, en la zona entre la bahía Baja y la ensenada de Luisa. En general, tiene una orientación noroeste- sudeste, y culmina en la punta Moteada, que es su extremo austral.
Como la mayoría de los topónimos malvinenses, su nombre es de origen español, anterior a la ocupación británica de las Malvinas.